# Charles Quef
Charles Paul Florimond Quef (* 1. November 1873 in Lille; † 2. Juli 1931 ebenda) war ein französischer Organist und Komponist.

## Leben
Quef wurde 1873 in Lille geboren. Er studierte am Konservatorium von Lille dann am Pariser Konservatorium unter Ernest Guiraud, Théodore Dubois, Charles-Marie Widor und Alexandre Guilmant. 1895 absolvierte er den Militärdienst. Er war Organist an den Kirchen Saint-Nicolas-des-Champs (1892/93), Sainte-Marie des Batignolles (1895 bis 1898) und Saint-Laurent (1898/99). 1898 erhielt er den ersten Preis des Konservatoriums im Fach Orgel. Schließlich folgte er 1901 seinem Lehrer Alexandre Guilmant als Titularorganist der Église de la Sainte-Trinité (Paris), wo er zuvor bereits als Assistenzorganist tätig war; er blieb dort Titularorganist bis zu seinem Lebensende 1931.

## Werke
- Orchesterwerke
- Suite Flamande. Für Orchester
- Dans le Bois. Für Orchester
- Kammermusik
- Sonate für Violine und Klavier
- Klaviertrio
- Orgel- und Harmoniumwerke
- Zahlreiche Orgelstücke
- Drei Duos für Klavier und Harmonium
- Vokalwerke
- Motetten